# 214 Aschera
Aschera (asteroide 214) é um asteroide da cintura principal com um diâmetro de 23,16 quilómetros, a 2,5343205 UA. Possui uma excentricidade de 0,0293662 e um período orbital de 1 541 dias (4,22 anos).
Aschera tem uma velocidade orbital média de 18,43273085 km/s e uma inclinação de 3,43327º.
Este asteroide foi descoberto em 29 de Fevereiro de 1880 por Johann Palisa.
Este asteroide recebeu este nome em homenagem à deusa Aserá da mitologia semita.